# Leezdorf
Leezdorf egy község Németországban, az Aurichi járásban. Lakosainak száma 1850 fő (2023. december 31.).

## Népessége
| Lakosok száma | 1891 | 1871 | 1849 | 1835 | 1821 | 1850 |
|               | 2016 | 2017 | 2019 | 2021 | 2022 | 2023 |